# Akrites

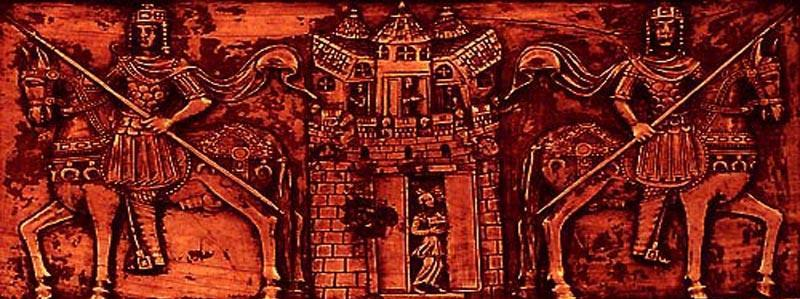
Gravure où les akrites sont représentés.

Les akrites ou akritoi ou akritai (au singulier : akritēs) étaient chargés de protéger les frontières anatoliennes de l'Empire byzantin. Leur nom est formé à partir du terme grec akra signifiant « frontière ».
Les akrites étaient des Grecs vivant dans les provinces proches des frontières orientales de l'empire. Leur statut, soldats-paysans ou entretenus par des loyers qui leur étaient versés, est encore sujet de discussion entre les historiens. Si cette dernière hypothèse est la bonne, ils seraient alors assez proches des seigneurs féodaux occidentaux.
Les akrites ont progressivement disparu pendant la période des Paléologues qui auraient préféré avoir recours à des mercenaires.
Les akrites étaient très probablement des fantassins légers, armés d'arcs et de javelots. Ils étaient destinés à la défense de leur région principalement contre les raids de la cavalerie légère turque, les deux préférant les escarmouches et les embuscades.
Ils sont parfois considérés comme les ancêtres des klephtes et armatoles.
Une partie du répertoire du folklore grec appartient à la catégorie des chants akritiques, relatant des exploits guerriers, inspiré du héros Digénis Akritas.